# Рокі-Поїнт (Північна Кароліна)
Рокі-Пойнт (англ. Rocky Point) — переписна місцевість (CDP) в США, в окрузі Пендер штату Північна Кароліна. Населення — 1476 осіб (2020).

## Географія
Рокі-Пойнт розташоване за координатами 34°26′39″ пн. ш. 77°53′27″ зх. д. / 34.44417° пн. ш. 77.89083° зх. д. (34.444085, -77.890795).  За даними Бюро перепису населення США в 2010 році переписна місцевість мала площу 17,93 км², уся площа — суходіл.

## Демографія
Згідно з переписом 2010 року, у переписній місцевості мешкали 1602 особи в 540 домогосподарствах у складі 397 родин. Густота населення становила 89 осіб/км².  Було 609 помешкань (34/км²).
Расовий склад населення:
| - 61,7 % — білих - 11,6 % — чорних або афроамериканців - 0,8 % — корінних американців - 0,5 % — азіатів - 0,1 % — вихідців з тихоокеанських островів - 22,1 % — осіб інших рас |

До двох чи більше рас належало 3,1 %. Частка іспаномовних становила 31,8 % від усіх жителів.
За віковим діапазоном населення розподілялося таким чином: 27,8 % — особи молодші 18 років, 62,4 % — особи у віці 18—64 років, 9,8 % — особи у віці 65 років та старші. Медіана віку мешканця становила 32,4 року. На 100 осіб жіночої статі у переписній місцевості припадало 99,8 чоловіків;  на 100 жінок у віці від 18 років та старших — 103,9 чоловіків також старших 18 років.
Середній дохід на одне домашнє господарство  становив 57 168 доларів США (медіана — 45 938), а середній дохід на одну сім'ю — 52 621 долар (медіана — 47 625). За межею бідності перебувало 12,8 % осіб, у тому числі 12,1 % дітей у віці до 18 років та 37,0 % осіб у віці 65 років та старших.
Цивільне працевлаштоване населення становило 901 особа. Основні галузі зайнятості: будівництво — 23,2 %, освіта, охорона здоров'я та соціальна допомога — 13,9 %, науковці, спеціалісти, менеджери — 11,9 %.